# Первоцвет холодный
Первоцвет холодный, или примула холодная (лат. Primula algida) — вид цветкового растения семейства Первоцветные (Primulaceae). Вид впервые описал Майкл Фридрих Адамс.

## Описание
Многолетнее травянистое растение. Листья эллиптические, длиной 1—6 см. За счёт цветоносов во время цветения достигает высоты 3—20 см. На каждом стебле находится 4 или более цветков, цвет которых может варьироваться от лилового до фиолетового. Корни тонкие и белые.

## Распространение
Аборигенный ареал включает: Кавказ, Северный Иран, Северный Алтай, Монголию, Памиро-Алай и Афганистан.

## Естественная среда
Произрастает на влажной почве среди трав в альпийских районах и на влажных лугах.
Также населяет скальные уступы, скалы и склоны, обращенные на юг.
Этот вид встречается на высоте 2000—7000 м.

## Галерея

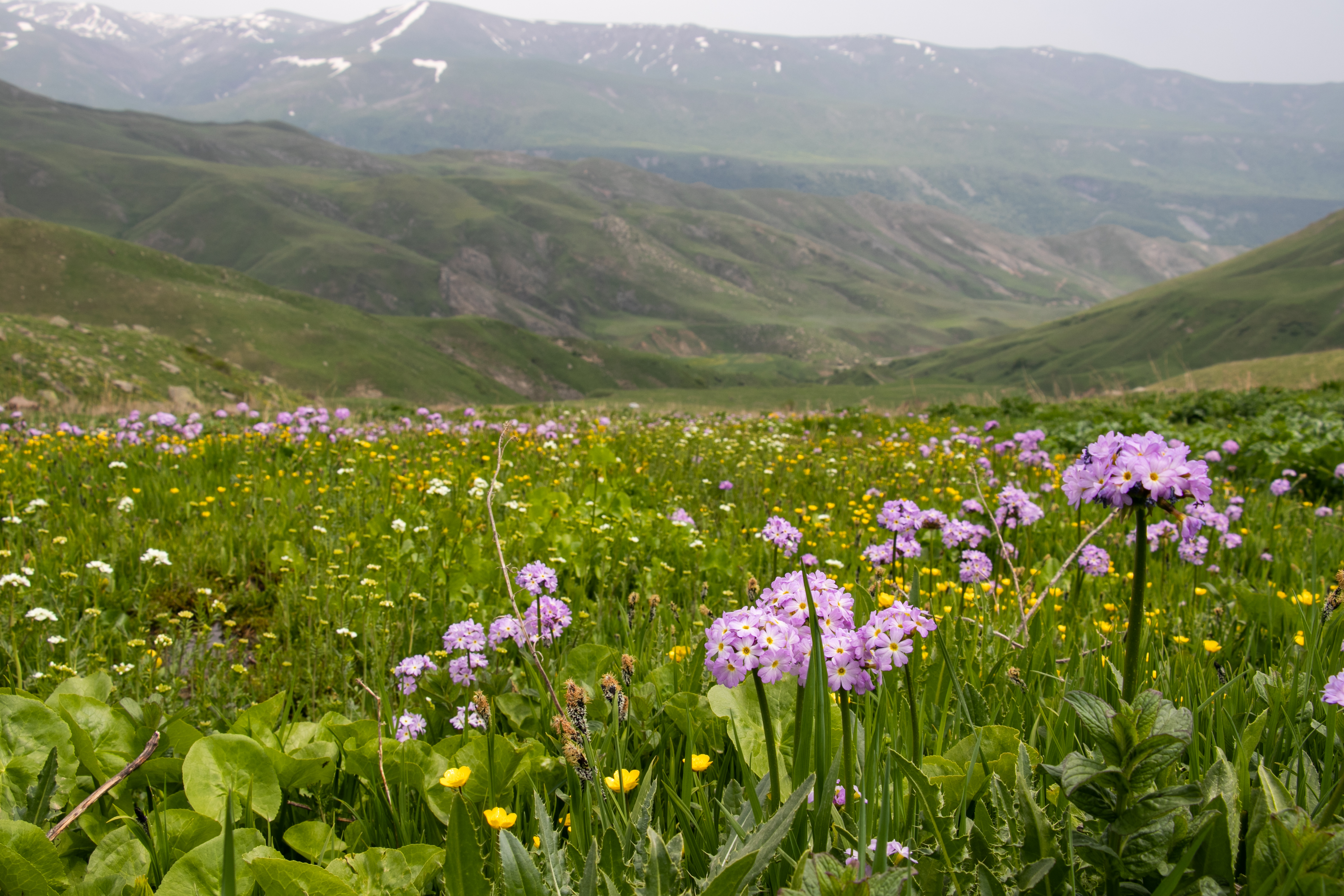
P. algida на лугу
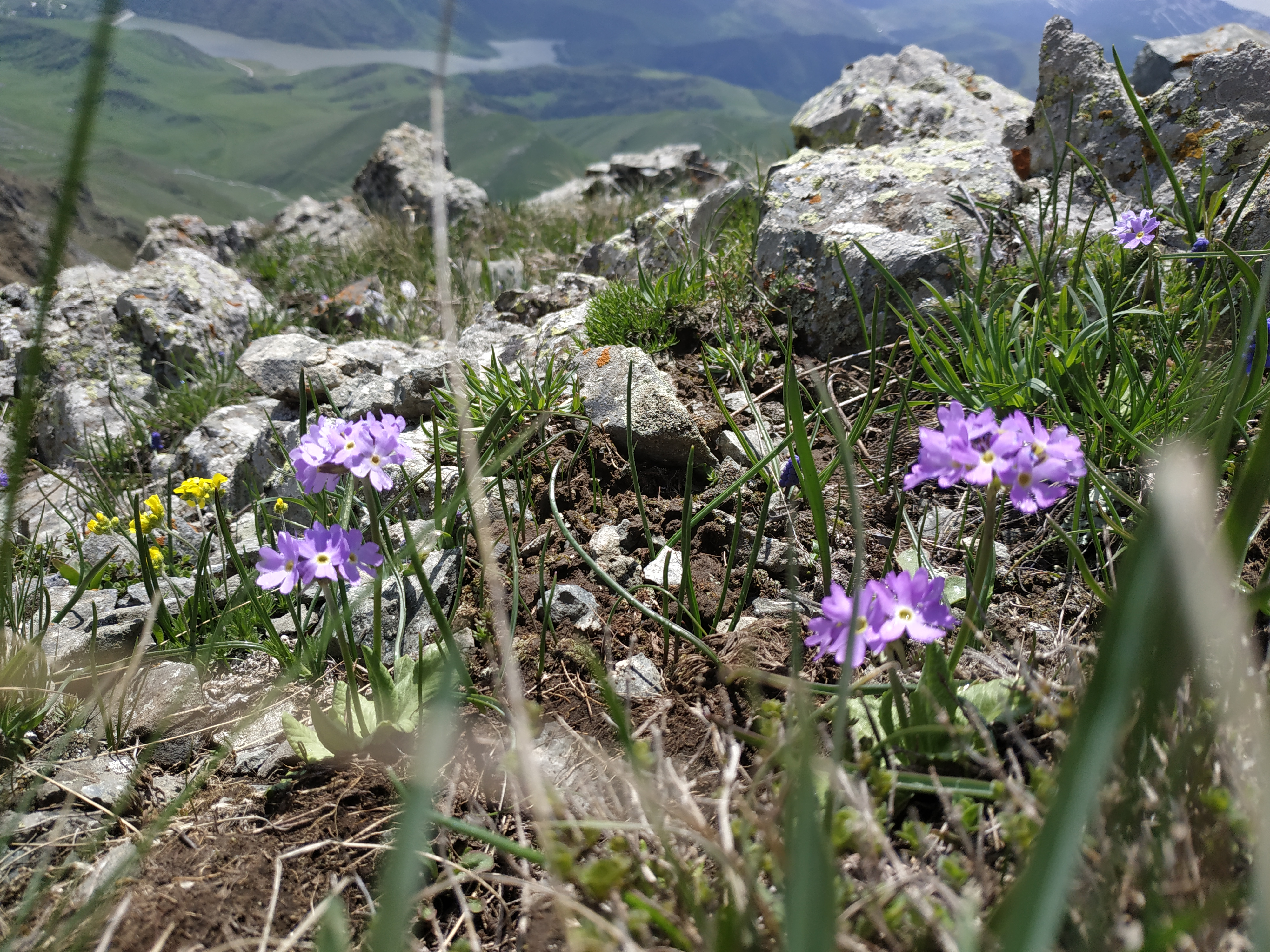
P. algida на скалистой горе
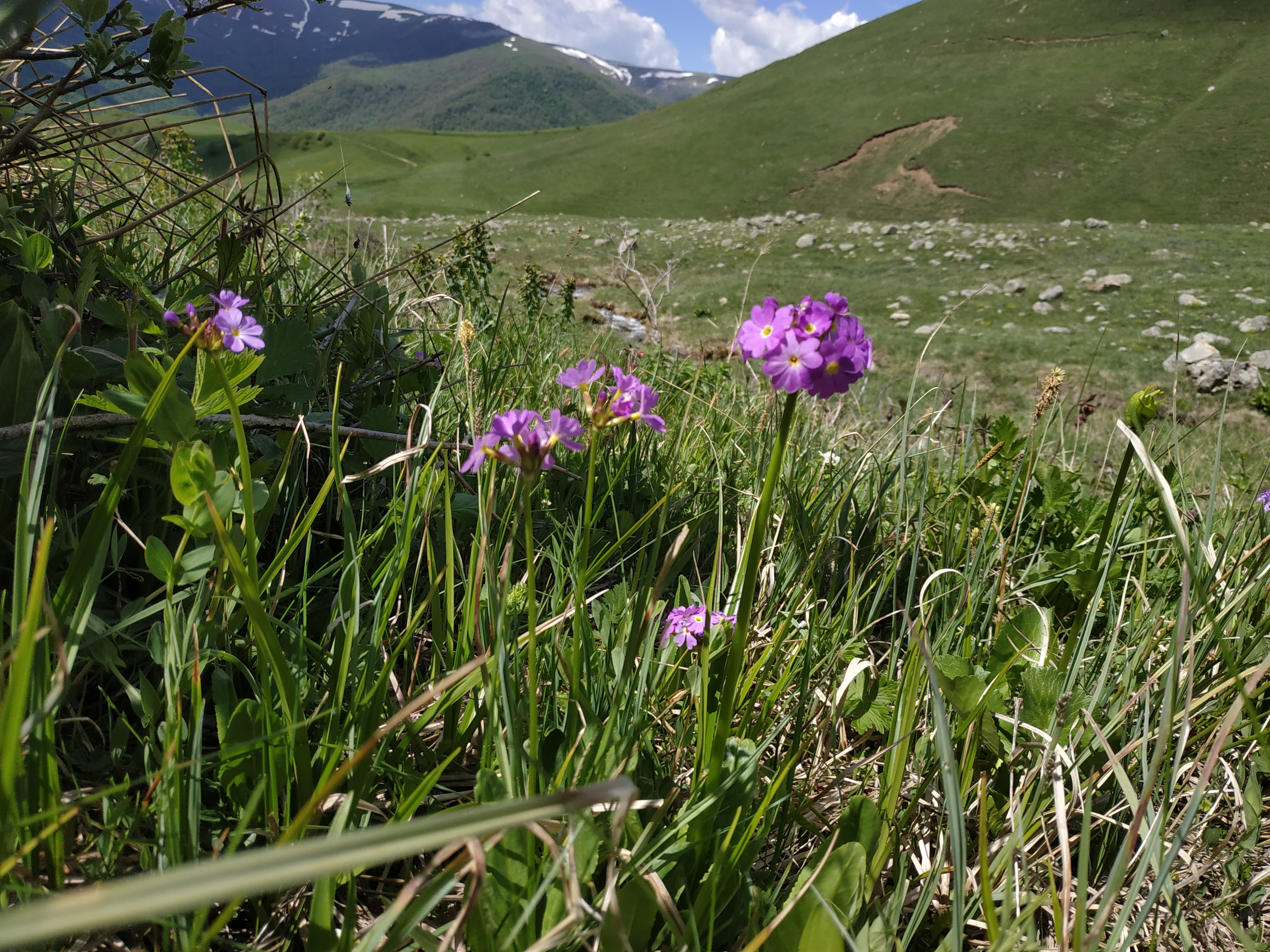
P. algida на лугах